# Esse (Charente)
Esse település Franciaországban, Charente megyében. Lakosainak száma 509 fő (2022. január 1.). Esse Brillac, Lesterps, Saint-Maurice-des-Lions és Confolens községekkel határos.

## Népesség
A település népességének változása:
| Lakosok száma | 473  | 466  | 503  | 512  | 505  | 506  | 498  | 497  | 501  | 509  |
|               | 1968 | 1982 | 1990 | 2006 | 2013 | 2015 | 2017 | 2019 | 2020 | 2022 |